# HSD17B13
HSD17B13 (англ. Hydroxysteroid 17-beta dehydrogenase 13) – білок, який кодується однойменним геном, розташованим у людей на короткому плечі 4-ї хромосоми.  Довжина поліпептидного ланцюга білка становить 300 амінокислот, а молекулярна маса — 33 655.
| 10         |  | 20         |  | 30         |  | 40         |  | 50         |
| ---------- |  | ---------- |  | ---------- |  | ---------- |  | ---------- |
| MNIILEILLL |  | LITIIYSYLE |  | SLVKFFIPQR |  | RKSVAGEIVL |  | ITGAGHGIGR |
| QTTYEFAKRQ |  | SILVLWDINK |  | RGVEETAAEC |  | RKLGVTAHAY |  | VVDCSNREEI |
| YRSLNQVKKE |  | VGDVTIVVNN |  | AGTVYPADLL |  | STKDEEITKT |  | FEVNILGHFW |
| ITKALLPSMM |  | ERNHGHIVTV |  | ASVCGHEGIP |  | YLIPYCSSKF |  | AAVGFHRGLT |
| SELQALGKTG |  | IKTSCLCPVF |  | VNTGFTKNPS |  | TRLWPVLETD |  | EVVRSLIDGI |
| LTNKKMIFVP |  | SYINIFLRLQ |  | KFLPERASAI |  | LNRMQNIQFE |  | AVVGHKIKMK |
|            |  |            |  |            |  |            |  |            |

A: Аланін

C: Цистеїн

D: Аспарагінова кислота

E: Глутамінова кислота

F: Фенілаланін

G: Гліцин

H: Гістидин

I: Ізолейцин

K: Лізин

L: Лейцин

M: Метіонін

N: Аспарагін

P: Пролін

Q: Глутамін

R: Аргінін

S: Серин

T: Треонін

V: Валін

W: Триптофан

Кодований геном білок за функціями належить до оксидоредуктаз, фосфопротеїнів. 
Задіяний у такому біологічному процесі як альтернативний сплайсинг. 
Білок має сайт для зв'язування з НАД. 
Секретований назовні.